# Tramwaje w Królewcu
Tramwaje w Królewcu – najbardziej wysunięty na zachód system tramwajowy na terenie obecnej Rosji, znajdujący się w Królewcu i jedyny w granicach obwodu królewieckiego. Obecnie w mieście działają 2 linie tramwajowe.

## Historia

### Tramwaj konny
Początki komunikacji tramwajowej w Królewcu sięgają roku 1881, gdy uruchomiono tramwaj konny o normalnotorowym rozstawie. Tę sieć rozbudowano do 14 kilometrów długości.
Do 1895 roku działały następujące linie konne:
- Vorstadt – Steindammer Tor;
- Kronenstrasse – Resastrasse (dziś prospekt Kalinina – ulica Sergiejewa);
- Königstor – Ostbahnhof (dziś ulica Gagarina – ulica Połocka);
- Steindammer Tor – Hinterrosgarten (dziś plac Zwycięstwa – ulica Kliniskowa);
- Poststrasse – Julhental (dziś ulica Szewczenki – Centralny park kultury i wypoczynku).

### Tramwaj elektryczny do 1945

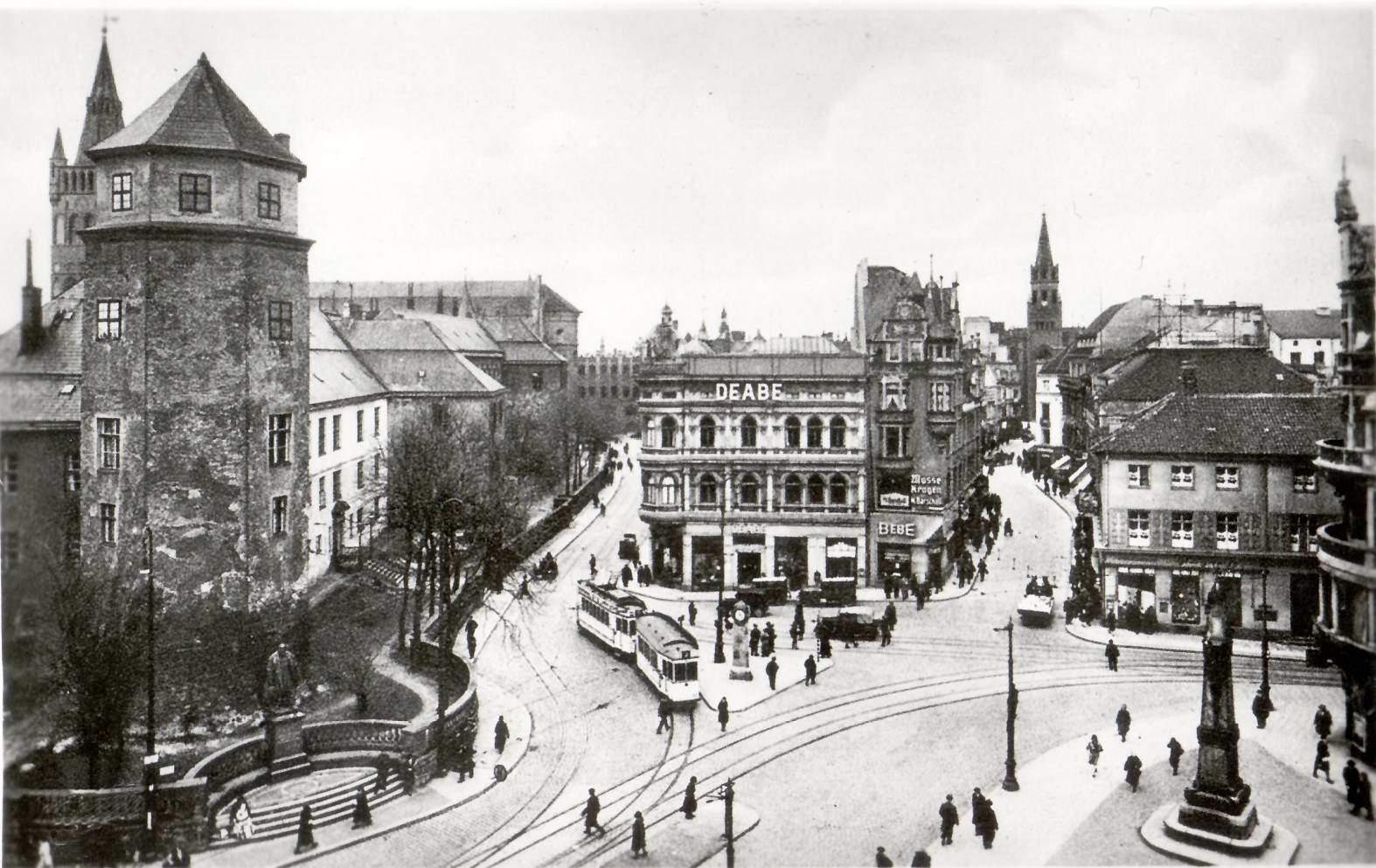
Tramwaje na Münzplatz

W 1895 uruchomiono tramwaj elektryczny na szynach o rozstawie 1000 milimetrów, a w latach 1900–1901 trasy tramwajów konnych zelektryfikowano i wymieniono tory na wąskie. W 1899 roku w mieście były cztery linie elektrycznego tramwaju, w 1902 osiem, w 1904 – jedenaście, а w 1937 piętnaście. Każda linia miała swój kolor. Do wybuchu II wojny światowej sieć tramwajowa liczyła 50 km, a działało na nich 14 linii, obsługiwanych przez 136 wozów silnikowych i 118 doczepianych.

### Okres powojenny

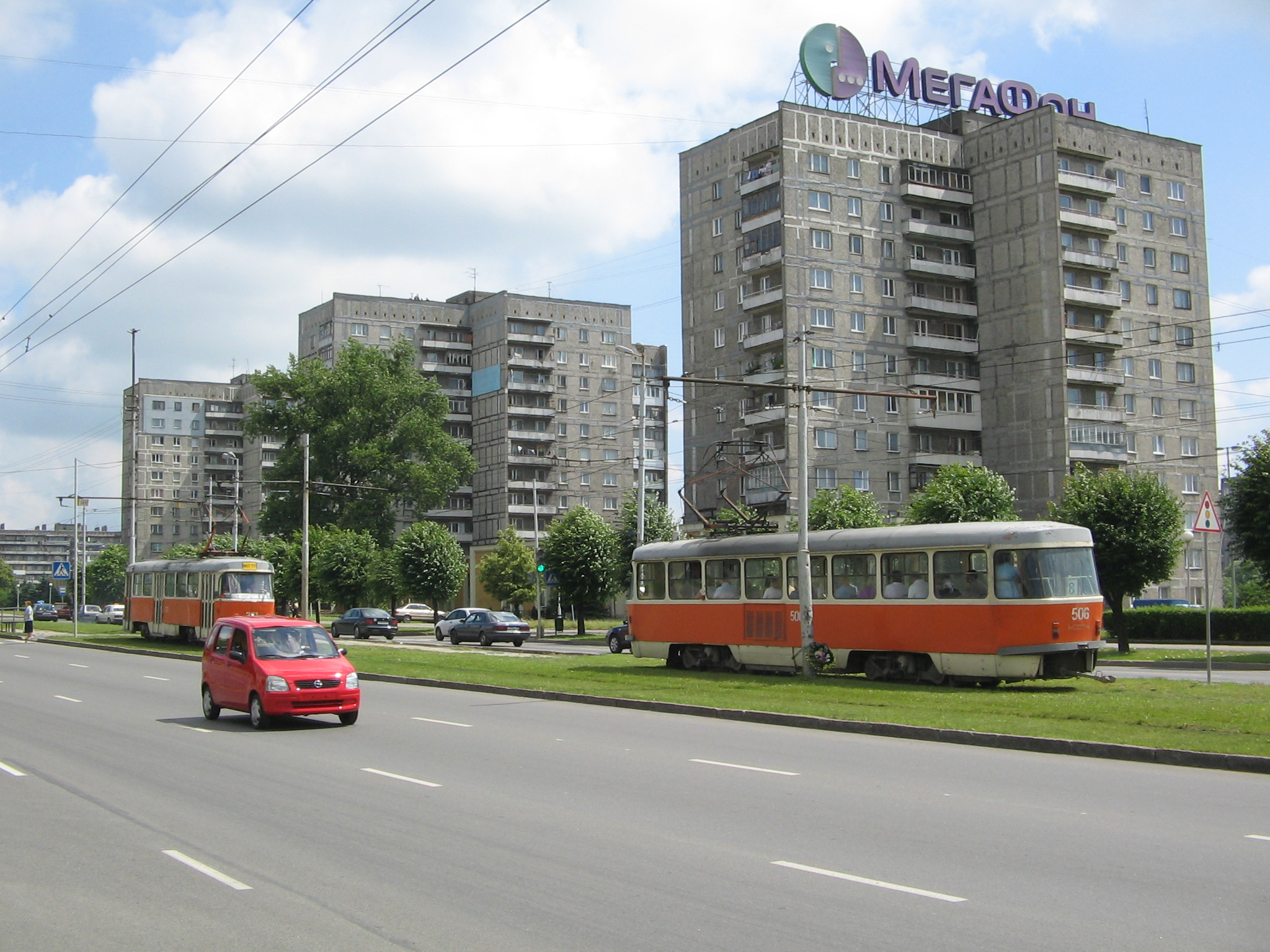
Tramwaj zlikwidowanej linii nr 8 mija się z tramwajem linii 1 na Moskiewskim prospekcie, czerwiec 2007

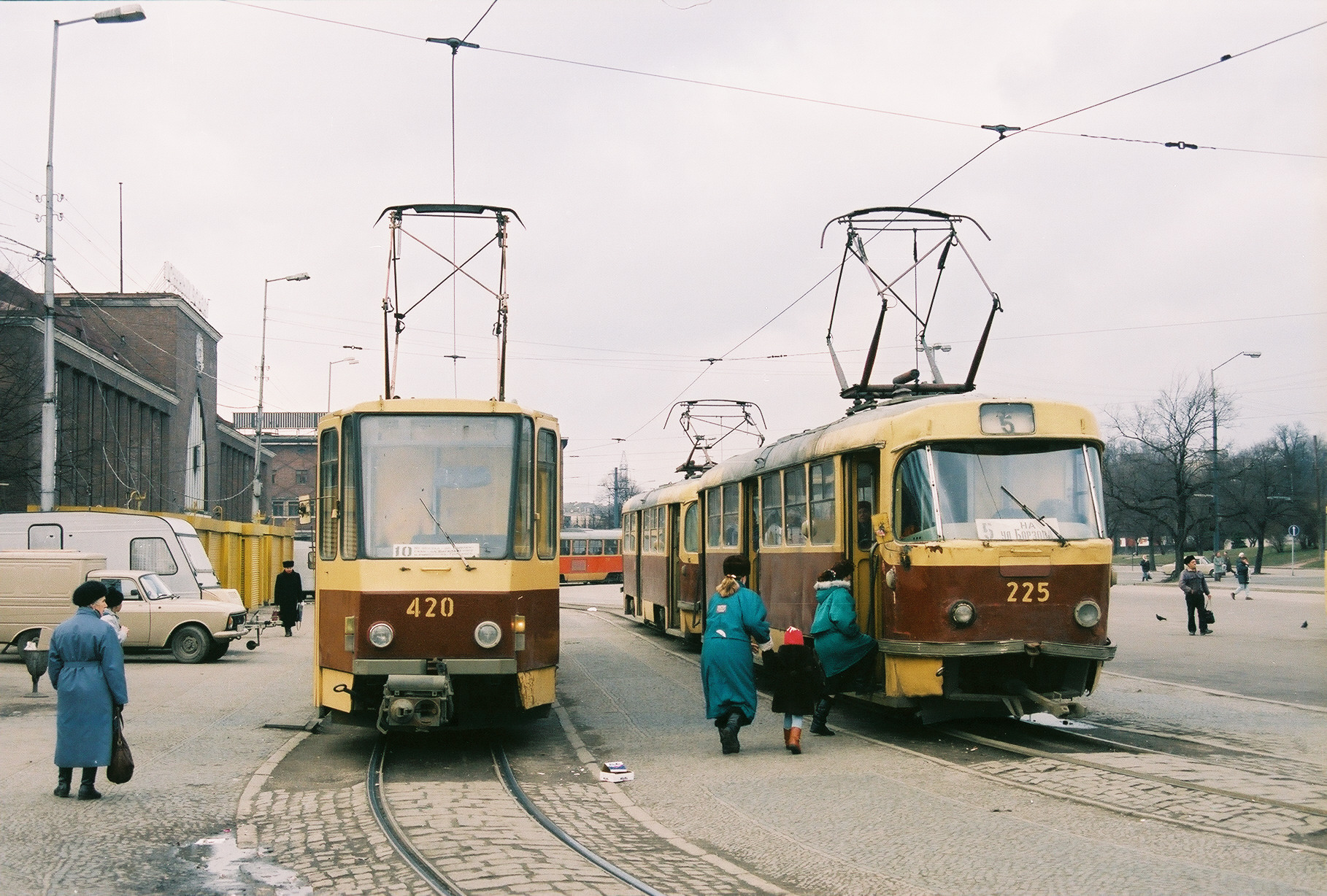
Tramwaje KT4 i T4 podczas postoju na pętli Dworzec Południowy, 1995 rok.

W styczniu 1945 roku w związku ze zniszczeniami wojennymi komunikacja tramwajowa w Królewcu została zawieszona. Infrastruktura tramwajowa mocno ucierpiała od bombardowań i działań wojsk: z pięciu podstacji elektrycznych cztery były zniszczone, liczne wagony były uszkodzone. Jednakże radzieckie władze niemal natychmiast zajęły się odbudową systemu. Tramwaje ruszyły 7 listopada 1946 roku. Wówczas na trasach eksploatowano 129 odbudowanych tramwajów (w 1939 roku w Królewcu było 251 tramwajów).
W odróżnieniu od licznych innych miast Rosji, w Królewcu tramwaj przeżył ekonomiczny kryzys lat dziewięćdziesiątych XX wieku praktycznie bez zmian. Nie zlikwidowano żadnej trasy, tabor pozostawał bez zmian, ale stare tramwaje przechodziły znaczący remont. Jednakże na początku pierwszego dziesięciolecia XXI wieku rozpoczęto likwidację królewieckich tramwajów. Jednocześnie przeprowadzano remonty niektórych torowisk. Plan władz miasta Królewca przewiduje rozwój transportu tramwajowego w przyszłości.
W 2001 roku rozpoczął się proces likwidacji tramwajowej sieci. W tym roku została zamknięta linia tramwajowa w ciągu ulicy Suworowa między ulicami Kamskiej i Transportową. 24 lutego 2004 roku zlikwidowano ruch tramwajowy na prospekcie Zwycięstwa od ulicy Radiszczewa do Mendelejewa (trasa nr 1). W 2005 roku zlikwidowano linię na ulicy Aleksandra Newskiego (trasa nr 8), w 2006 – na Radzieckim prospekcie od ulic Janałowa i ulicy Marszałka Borzowa. W 2008 roku zdemontowano torowiska tramwajowe na ulicach Frunzje i Gagarina (część trasy linii nr 4 i 9). Prace przy demontażu linii na ul. Gagarina zaczęły się 19 sierpnia.
Kolejne działania mające na celu likwidację linii miały miejsce we wrześniu 2008 roku: linię nr 2 skrócono dworca południowego, nr 8 – do kina „Ojczyzna”. W październiku ogłoszono plany likwidacji tramwajowej linii na ulicy Tielmana (część trasy linii nr 1). Jednocześnie postanowiono, że nie nastąpi pełna likwidacja tramwajów w Królewcu. Odwrotnie, planuje się rozwój i reorganizację istniejącej sieci. Tramwajowe szyny i trakcja elektryczna na ulicy Kijowskiej (między ulicą Inżynierską i wiaduktem kolejowym) zostały zdemontowane podczas remontu ulicy w końcu września – października 2010 roku.
Kolejne likwidacje miały miejsce 1 stycznia 2010 roku: linie 2, 9 zostały wyłączone, a wagony, które na nich jeździły, zostały przeniesione na linie 1, 5 i 8. Likwidację linii tramwajowych władze tłumaczyły ich nieopłacalnością i problemami z taborem o niestandardowym rozstawie. Jednak w Piatigorsku również jest system o metrowym rozstawie i miasto nie ma problemu z taborem.
6 marca 2010 r. zaplanowano likwidację torowisk na prospekcie Zwycięstwa od parku centralnego do pierścienia linii nr 1 i 4. Po likwidacji tramwajów miano poszerzyć jezdnie, co rzekomo miało wpłynąć na likwidację korków.
Linia tramwajowa nr 1 została zlikwidowana i zastąpiona autobusami 9 lipca 2012 roku. Jednocześnie, pomimo zniesienia regularnych kursów, przyjęto decyzję o zachowaniu torów na ulicy Tielmana. Według planów burmistrza miasta Aleksandra Jaroszuka linia tramwajowa na ulicy Tielmana będzie wykorzystywana przez tramwaj turystyczny.
W 2012 roku władze miasta zdecydowały o zakupie trzech tramwajów Pesa Swing w wersji trzyczłonowej, jednocześnie zapowiedziano odnowienie całego parku taborowego w ciągu 3–4 lat. W lipcu 2013 roku władze miasta zasygnalizowały swoje zainteresowanie zakupem ukraińskich tramwajów Elektron T5L64.
W związku z dostawą w 2022 r. 16 tramwajów niskopodłogowych, zaplanowano wznowić od maja kursowanie tramwajów zawieszonej w 2015 r. linii nr 3 między Dworcem Południowym a Parkiem Centralnym.

## Tabor
Przedwojennych wagonów używano do 1960. W latach 1971–1979 sprowadzono 223 wagony Tatra T4, w latach 1987–1992 40 pojazdów KT4, a w 1997 zakupiono 30 używanych wagonów T4D.
| Eksploatowany |                |                |              | |
| Zdjęcie       | Typ            | Lata produkcji | Liczba, szt. | Uwagi |
|               | Tatra KT4D     | 1979–1983      | 3            | Wagony kupione z Chociebuża w 1999 r. |
|               | Tatra KT4SU    | 1988–1994      | 13           | |
|               | PESA 121NaK    | 2012           | 1            | Pierwszy tramwaj tego typu rozpoczął kursowanie 28 grudnia 2012 r. na linii nr 5. |
|               | 71-921 Korsarz | 2021           | 16           | |
| Turystyczny   |                |                |              | |
| Zdjęcie       | Typ            | Lata produkcji | Liczba, szt. | Uwagi |
|               | Düwag GT6      | 1963           | 1            | Wagon zakupiony w 1995 r. Rozpoczął kursowanie z pasażerami 9 września 1996 r. Zakończył służbę liniową 23 grudnia 1998 r. i został odstawiony. Od 13 września 2009 r. wagon znów jest sprawny technicznie. |
| Techniczny    |                |                |              | |
| Zdjęcie       | Typ            | Lata produkcji | Liczba, szt. | Uwagi |
|               | Gotha T57      | 1960           | 1            | Pług śnieżny na bazie tramwaju typu Т57 zbudowany w latach 70. XX wieku. |
|               | Tatra T4SU     | 1972           | 1            | Wagon służący do diagnostyki sieci trakcyjnej. |
|               | Tatra T4SU     | 1976           | 1            | |
|               | Tatra T4D      | 1978           | 1            | Zakupiony z Halle w 1998 r. Do 2012 r. wykorzystywany był w ruchu liniowym. Obecnie służy jako holownik na terenie zajezdni.                                                                                |
|               | Tatra T4SU     | 1979           | 1            | |

## Linie tramwajowe

### Istniejące
Obecnie w Królewcu funkcjonują tylko trzy linie tramwajowe (w tym jedna turystyczna, nieposiadająca numeru).
| Numer | Trasa |
| ----- | --- |
| 3     | Centralnyj park – pr-kt Mira – pł. Pobiedy – ul. Czerniachowskogo – ul. 9 Apriela – Moskowskij pr-kt – Oktiabrʹskaja ul. – ul. Bagrationa – Leninskij pr-kt – Jużnyj wokzał |
| 5     | Bassiejnaja ul. – Fiestiwalnaja ałleja – Sowietskij pr-kt – pł. Pobiedy – ul. Czerniachowskogo – ul. 9 Apriela – Moskowskij pr-kt – Oktiabrʹskaja ul. – ul. Dzierżynskogo – Alleja Smiełych ul. – Diunnaja ul.                                                                                     |
| -     | Jużnyj wokzał – prospekt Leninowski – ul. Bagrationa – Oktiabrʹskaja ul. – prospekt Moskiewski – ul. 9 Apriela – ul. Czerniachowskogo – pl. Pobiedy – prospekt Leninowski – ul. Szewczenko – ul. Frunzie – Moskowskij pr-kt – Oktiabrʹskaja uł. – uł. Bagrationa – Leninskij pr-kt – Jużnyj wokzał |

### Zlikwidowane
| Numer | Trasa | Data likwidacji   |
| ----- | --- | ----------------- |
| 1     | Stancyja Oktiabrskaja (prosp. Pobiedy) – prosp. Mira – pl. Pobiedy – ul. Czerniachowskogo – Proletarskaja ul. – ul. Tielmana                                                                                | 09.07.2012 r.     |
| 2     | Jużnyj wokzał – Bassiejnaja ul. (wcześniej kursowała do zakładu „Jantar”) | styczeń 2010 r.   |
| 2k    | Zawod „Jantar” – Kinoteatr „Rodina” | lata 90. XX wieku |
| 3     | Zawod „Jantar” – pl. Pobiedy – Dom byta – Kijewskaja ul. – Zawod „Jantar” | 2010 г.           |
| 3     | Bassiejnaja ul. – Festiwalnaja alleja – Sowietskij prosp. – pl. Pobiedy – ul. Czerniachowskogo – ul. 9-gо Apriela – Moskowskij prosp. – Oktiabrskaja ul. – ul.Bagrationa – Leninskij prosp. – Jużnyj wokzał | 25.06.2015        |
| 4     | stancyja Oktiabrskaja – Jużnyj wokzał (wcześniej kursowała do ul. Gagarina) | 2009 r.           |
| 6     | Bassiejnaja ul. – pl. Pobiedy – Zielonaja ul. | 2006 r.           |
| 7     | Zawod „Jantar” – kinoteatr „Rodina” – alleja Smiełych – Miasokombinat | 1999 r.           |
| 8     | Jużnyj wokzał – ul. Tielmana (wcześniej kursowała do PKiO im. Gagarina) | 21.03.2010 r.     |
| 9     | Zawod „Jantar” – Dom byta (wcześniej kursowała do ul. Gagarina) | styczeń 2010 r.   |
| 10    | Zielonaja ul. – Dom byta – Jużnyj wokzał | 2002 r.           |